# 北平市
北平市，簡稱「平」，是中華民國大陸時期的12個院轄市之一。在民國3年（西元1914年）至17年（西元1928年）期間為中華民國首都。1928年東北易幟，中華民國結束分裂局面，北京改名北平，並改為行政院直轄的院轄市。

## 名稱
明代以前，“北平”是保定、天津蓟州区一帶區域的名称，从未用于今北京及附近地区。明初攻占元大都以后，废除大都路，改设北平府。永乐迁都后北平府改为京师顺天府。

## 歷史沿革
民国3年（1914年），顺天府改为省级行政区京兆地方，并新设京都市政公所和京师警察厅，协同管理京城内外的行政事务。這一時期北京新建了有軌電車系統和一批现代化的公共機構，如北京大學、燕京大學、清華大學、輔仁大學、協和醫學院等。
民國17年（1928年）6月，國民革命軍二次北伐攻佔北京，废除京兆地方，京都改名北平，并成立北平特别市接管市政。民國十九年（1930年）6月，北平市降為河北省省轄市，12月復為院轄市。
民國26年（1937年）七七事變後，日軍攻占北平，次年将北平改名“北京”，是为北京首次从俗称地名变为正式的行政区划地名。
民國34年（1945年）8月15日日本宣布无条件投降，21日北京由国民革命军孫連仲部光复，并继续使用北平一名。民國38年（1949年）1月，傅作義與中國共產黨達成和平協定，率國軍25萬守軍投降，1月31日，中國人民解放軍和平進城，北平易主。
1949年9月27日，中国共产党发起的中国人民政治协商会议第一届全体会议通过了《关于中华人民共和国国都、纪年、国歌、国旗的决议》，将北平定为国都并于当日改名为北京。
中華民國政府遷台後，不承認中華人民共和國對中國大陸的主權，也不承認中共當局的任何地名修改。自由地區的新聞、報紙等官方機構與民間仍然繼續使用「北平」稱呼中華人民共和國統治下的北京市，直至1990年代才有所鬆動。。

## 行政區劃

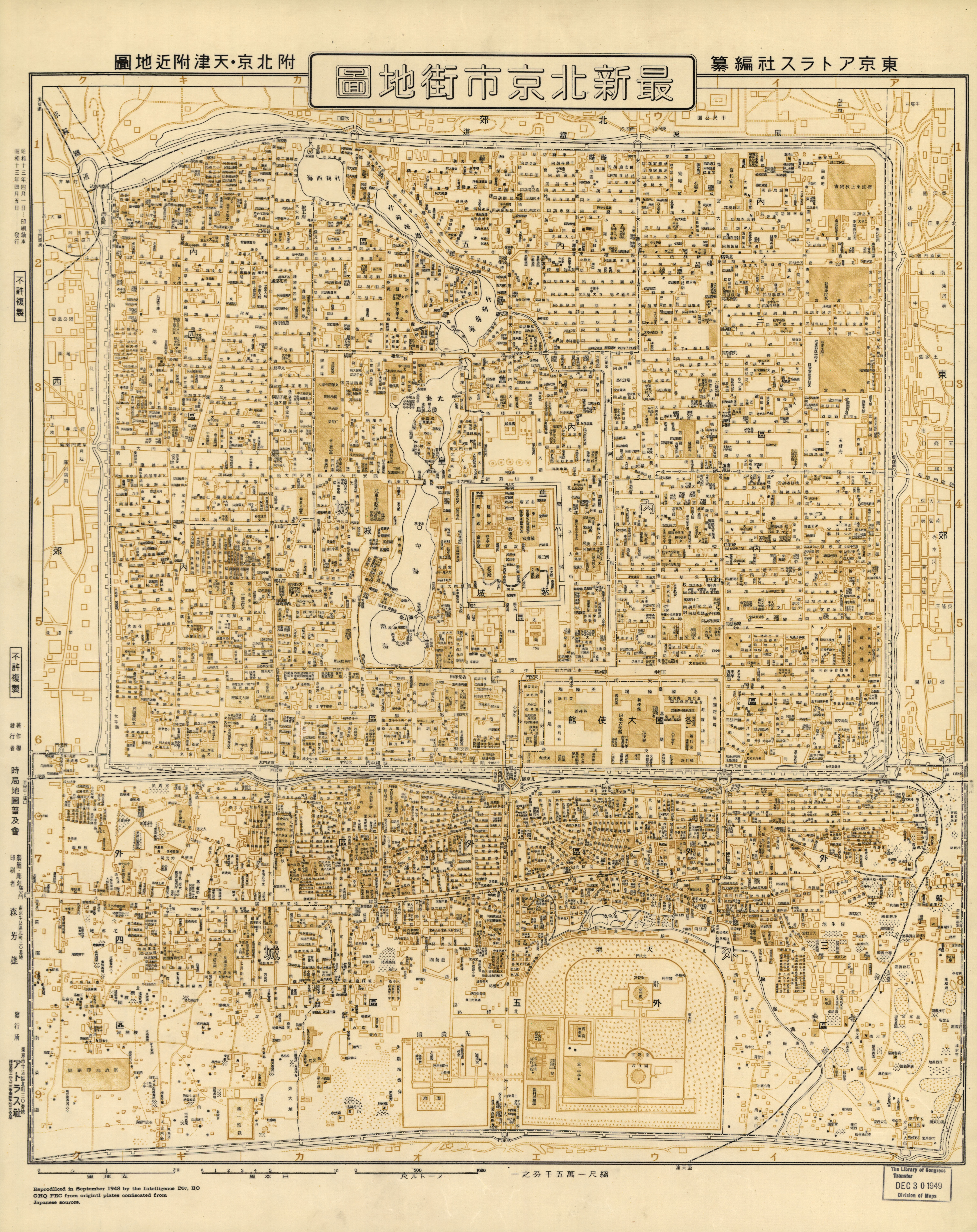
1938年（昭和13年、民國27年）1月5日由日本出版社發行的最新北京市街地圖

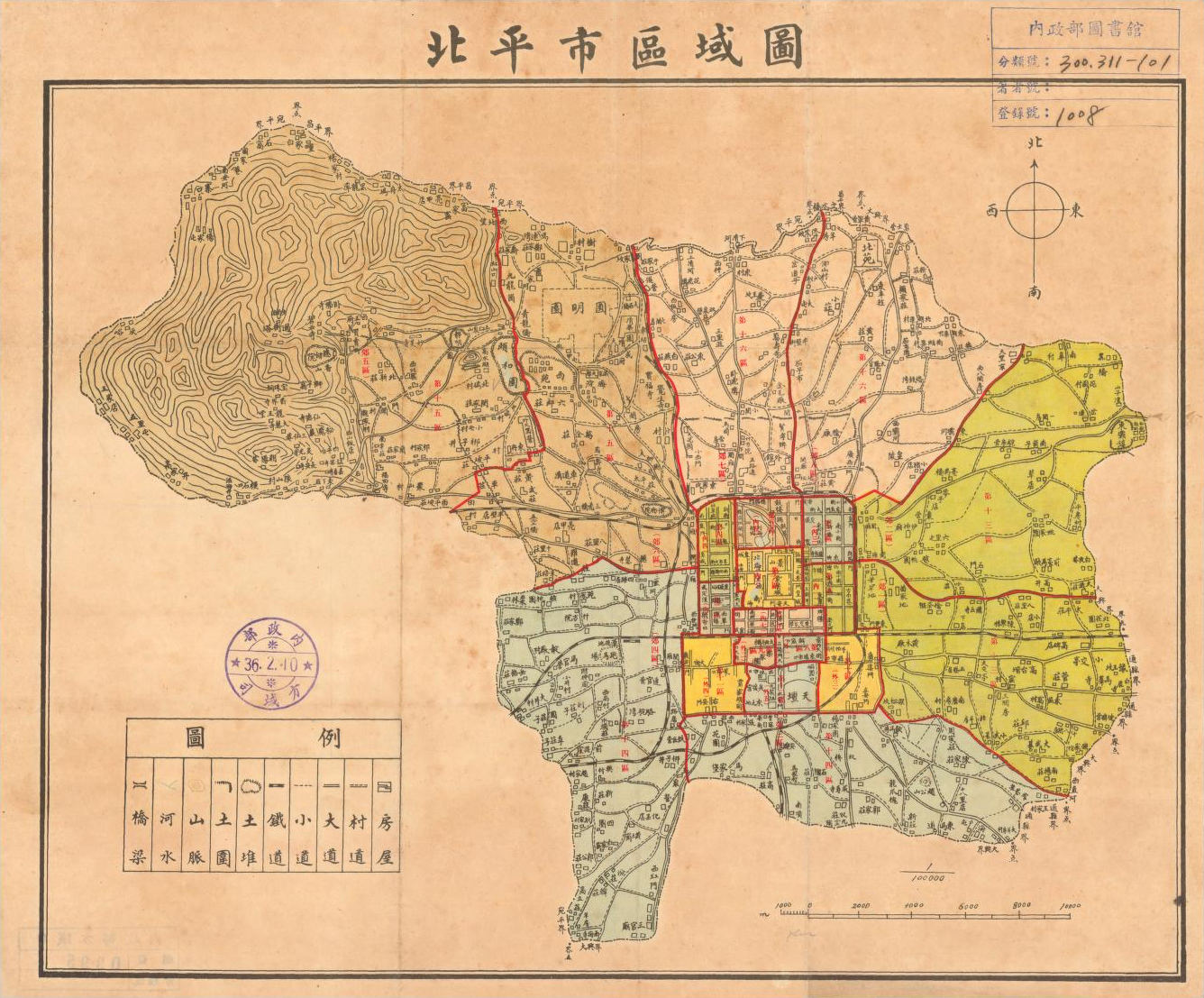
1930年代北平作為院轄市時的行政區劃

民國初年北京城內劃分為10區。民國十七年（1928年）12月19日北平市政府下令各市轄區推行地方自治，全市分為第一至第十五區。与此同时河北省大兴县与宛平县取消附郭县建制，临近北平市中心城区的地区陆续划入北平近郊各新建市辖区管辖。
民國三十四年（1945年）抗戰勝利，北平光复。國民政府将全市分為第一至第十六區。民國三十六年（1947年）3月，原郊區的第十三區至第十六區調整分界，由原來4個區改為8個區，即第十三區至第二十區。此时的区为警政性质，尚不属正式行政建制。
1948年12月14日，解放军占领河北省通县全境。中共政权以通州城关分设通州市。北平易主之後，通州市划归北平市军事管制委员会领导，改称为北平市第二十一区。通县仍属河北省。8月10日，北平市第二十一区复名通州市，划归河北省通县专区。

## 人口
民國三十六年（1947年）國民政府主計處統計局公佈的統計資料，北平市人口為167萬2,438人。
隨中華民國政府來臺人數，據中華民國內政部戶政司於民國七十九年（1990年）普查外省籍人口按本省籍分的資料，原北平市籍在臺人數為1萬3,949人，佔外省籍269萬4,917人口當中的0.52%。

## 市政制度

#### 首都時期
清朝為順天府順天府衙署，其首長稱順天府尹。民國元年（1912年）中華民國建立，順天府仍維持舊制，順天府衙署改順天府尹公署，首長為順天府尹。民國三年（1914年）10月4日，中華民國大總統袁世凱頒布《京兆尹官制》（法律13號）及《京兆地方區域表》（教令第133號），改順天府為京兆，順天府尹公署改為京兆尹公署，首長為京兆尹。
北京作為新成立的中華民國的首都，市政管理體系仍然承襲清代舊制。民國三年（1914年）4月，內務總長朱啟鈐鑑於京師市政的重要，劃定市區，於順天府下設立京都市政公所，置督辦1人，由內務總長兼任。督辦之下設總務處，綜理全所事務。京都市政公所內部分設文書、登記、捐務等科。民國五年（1916年）9月，京都市政公所改組，裁撤總務處，仍設提調一職。督辦之下分設文書、調查、經理、測繪、工程、交際、出納7科，稍具市政組織規模。民國七年（1918年）1月，根據《京都市政公所暫行編制》，將科擴展為處，將營造局改為第四處。處設處長、副處長各1人。民國十六年（1927年）11月，頒行《修正京都市政公所暫行編制》，仍置督辦、會辦、坐辦，會辦改由京師警察廳總監兼任，以收合作之效；並為聽取市民意見，增設評議會，評議長由督辦兼任。

#### 直轄時期
民國十七年（1928年）國民革命軍北伐攻克京都後，1928年6月21日國民黨中央政治會議第145次會議決定，「京都」於6月28日更名為「北平」，並設北平特別市，直隸國民政府。此前的26日，任命北平特別市市長。8月21日，北平特別市政府正式成立。依據《特別市組織法》，設市長1人、參事若干人，下置財政、土地等局。民國十七年（1928年）10月起，河北省政府駐此。民國十九年（1930年）6月，根據新頒佈的《市組織法》，省會所在地必須為省轄市。由此，該市降格為河北省省轄市，直隸河北省政府。同年10月，河北省政府遷駐天津市。11月再次復升為院轄市，行政機關為北平市政府，直隸於行政院。

民國二十六年（1937年）7月，日軍佔領北平，隨後改稱「北京市」。民國三十四年（1945年）8月日本投降，北平光復，南京國民政府重組北平市政府。9月接管北京市，並宣佈恢復該市原名稱「北平市」，仍為院轄市；10月，北平市政府重新成立，仍直轄於行政院。民國三十六年（1947年）1月13日，行政院公佈《北平市政府組織規程》，市政府直隸於行政院，設市長1人、參事2人，下置民政、財政等局。
民國三十八年（1949年）1月31日，傅作義投共，北平淪陷，由華北人民政府、中国人民解放军北平市军事管制委员会接管。

### 歷任行政长官
附：順天府尹
- 丁乃揚（－1912年12月24日，原清朝順天府尹留任，辭職）[12]:111
- 張廣建（1912年12月24日－1913年9月19日，改任陝甘籌邊使）[12]:113
- 王治馨（1913年10月16日－1914年3月23日）[12]:116
- 沈金鑒（1914年3月23日－10月3日，順天府尹改京兆尹）

附：京兆尹
- 沈金鑒（1914年10月4日－1915年9月26日，改任湖南民政部）[12]:118
- 王　達（1915年9月26日－1920年8月3日，改督辦京東河道事宜）[12]:129
- 王　瑚（1920年8月3日－9月18日，改江蘇民政部）
- 孫振家（1920年9月18日－1922年5月19日，辭免）[12]:133
- 劉夢庚（1922年5月19日－1924年11月5日，辭免）[12]:138
- 王芝祥（1924年11月5日－12月31日，改僑務局總裁）[12]
- 薛篤弼（1924年12月31日－1925年10月9日，改甘肅民政）[12]:140
- 劉　驥（1925年10月20日任命－？）
- 李　垣（1926年9月4日－1927年9月24日，張作霖任命）[12]:142－144
- 張濟新（1927年9月24日－1928年6月3日，因奉軍退出北京而職務告終）
- 李升培（1928年6月4日－？，代理）

北平特別市市長
- 何成濬（1928年6月25日－7月13日，以市公安局長代行市長職務）
- 何其鞏（1928年6月25日任命，7月13日正式就職）
- 張蔭梧（1929年6月12日－1931年2月27日，期間曾由沈家彝代理）
- 王　韜（1930年10月－1931年3月，暫行護理市長職務）
- 周大文（1931年2月27日－1933年4月，北平特別市改為北平市）

北平市市長
- 周大文（1931年4月27日－1933年6月16日，1931年4月 - 6月由胡若愚暫代市長職務）
- 袁　良（1933年6月16日－1935年11月1日）
- 宋哲元（1935年11月1日－8日，以二十九軍軍長代行市長職務）
- 秦德純（1935年11月8日－1937年7月28日）
- 張自忠（1937年7月28日－8月6日）
- 熊　斌（1945年8月16日－1946年7月15日）
- 何思源（1946年7月15日－1948年7月）
- 劉瑤章（1948年7月－1949年2月4日在任，由中国人民解放军北平市军事管制委员会接管）